# La viatgera
La viatgera (en coreà, 여행자의 필요; en anglès, A Traveler's Needs) és una pel·lícula dramàtica sud-coreana del 2024 escrita i dirigida per Hong Sang-soo, protagonitzada per Isabelle Huppert. És la tercera col·laboració entre el director i l'actriu, després de Dareun Naraeseo i La caméra de Claire. S'ha subtitulat al català.
La pel·lícula es va estrenar a la Competició Principal del 74è Festival Internacional de Cinema de Berlín, on va guanyar el Gran Premi del Jurat de l'Os de Plata.

## Premissa
Una dona francesa (Isabelle Huppert), que inicialment tocava una flauta de bec infantil en un parc i s'enfrontava a problemes financers, finalment es converteix en professora de francès per a dues dones, i troba consol en estirar-se a les roques i confiar en el makgeolli per a la seva comoditat.

## Repartiment
- Isabelle Huppert[5]
- Lee Hye-young
- Kwon Hae-hyo
- Cho Yun-hee
- Ha Seong-guk
- Kim Seung-yoon

## Estrena
El film va ser seleccionat a la secció Icones del 29è Festival Internacional de Cinema de Busan i s'hi va projectar el 4 d'octubre de 2024. Va ser seleccionat per al Festival de Cinema de Bombai, concretament a la secció World Cinema.
Cinema Guild va estrenar la pel·lícula als Estats Units el 22 de novembre de 2024.